# عبد البهاء

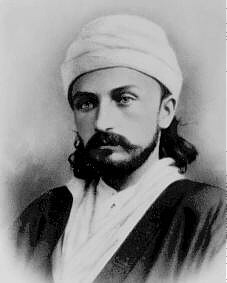
عبد البهاء في شبابه

عيّن بهاءالله (مؤسس الدين البهائي) في وصيته ابنه الأرشد عباس أفندي (1260 - 1340ه‍ / 1844 - 1921م) لكي يليه في تدبير أمور الجامعة البهائية، وليكون مركزًا لعهده وميثاقه، والمفسر الوحيد لتعاليمه وكتاباته وأحكامه. وأوصى أتباعه أن يسألوه في ما استصعب عليهم من الأمور. واتّخذ عباس أفندي لنفسه لقب عبد البهاء وصار يُعرف به بعد وفاة والده.
ولد عباس أفندي (عبد البهاء) في مدينة طهران في 23 مايو 1844م، في نفس الليلة التي أعلن فيها الباب دعوته. ومنذ سن التاسعة، شارك عبد البهاء والده في كل سنين حبسه ونفيه، واستمر سجنه حتى بعد وفاة والده إلى سنة 1908م حين أُطلق سراحه بعد سقوط حكم السلطان العثماني في ثورة تركيا الفتاة. كان عبد البهاء قد بلغ سن الشيخوخة حين أُطلق سراحه، فقرر أن يستمر بالعيش في فلسطين التي ضمّت رفاة والده والتي عاش بين أهلها معظم حياته.
أمضى عبد البهاء باقي سنوات عمره في السفر والكتابة والمراسلة وفي توضيح وترويج تعاليم بهاءالله وتوجيه مسيرة الجالية البهائية التي بدأت بالانتشار في مناطق مختلفة من العالم. وكان من ضمن أسفاره زيارة العديد من دول الشرق الأوسط وأوروبا وأمريكا الشمالية قبيل الحرب العالمية الأولى. ويمكن مراجعة مضمون بعض الخطب التي ألقاها عبد البهاء خلال هذه الرحلات والعديد من كتاباته الأخرى بالرجوع إلى مكتبة المراجع البهائية.

## عبد البهاء مركز العهد والميثاق
أعلن بهاءالله في وصيته في "كتابُ عهدي" أن تكون ولاية الأمر البهائي من بعده للغصن الأعظم، فقال في كتابُ عهدي:
| «يا أغصاني إن في الوجود قوة عظيمة مكنونة وقدرة كاملة مستورة فكونوا متجهين وناظرين إليها وللاتحاد معها لا إلى الاختلافات الظاهرة منها أن وصية الله هي: أن يتوجه عموم الأغصان والأفنان المنتسبين إلى الغصن الأعظم انظروا إلى ما أنزلناه في كتابي الأقدس.. إذا غيض بحر وصالي وقضي كتاب المبدأ في المال توجهوا إلى من أراده الله الذي انشعب من هذا الأصل القديم.. وقد كان المقصود من هذه الآية المباركة الغصن الأعظم كذلك أظهرنا الأمر فضلا من عندنا وإنا الفضال الكريم. قد قدر الله مقام الغصن الأكبر بعد مقامه إنه هو الأمر الحكيم، قد اصطفينا الأكبر بعد الأعظم أمراً من لدن عليم خبير, محبة الأغصان واجبة على الكل ولكن ما قدر الله لهم حقا في أموال الناس» |

عندما توفي بهاءالله ترك لأتباعه تعليماتٍ واضحةً وصريحةً فيمن يتوجهون إليه من بعده، فعيّن في وصيته "كتابُ عهدي" التي خطّها بيده، إبنه الأكبر عبد البهاء في عام 1892م مركزًا لعهده وميثاقه، أي أن يتولى عبد البهاء ولاية شؤون الدين البهائي، وبموجبها أبرم مع أتباعه ميثاقًا أوعهدًا محكمًا متينًا، وبيّن بهاءالله في وصيته بأن محور هذا العهد هو أن عبد البهاء هو الشخص الوحيد الذي له صلاحية تفسير وتبيين تعاليم بهاءالله، وهو مصدر السلطة في إدارة شؤون الدين البهائي. وبالرغم من وضوح المقام الذي عيّنه بهاء الله لعبد البهاء في وصيته، لم يرق ذلك لبعض أقربائه وغيرهم، فشرعوا يقاومون عبد البهاء بكلّ عداءٍ، ولكن خابت وفشلت جميع محاولاتهم وذلك لقوة العهد الميثاق الذي أبرمه بهاءالله مع أتباعه بوضوحٍ، وتعيينه عبد البهاء ليتولى شؤون الدين البهائي بعد وفاته. أسبغ بهاءالله على عبد البهاء مكانةً رفيعةً، ورغم أنه لا يُعدّ رسولًا، ولكن يَنظر البهائيون إليه على أنه المثل الأعلى لتعاليم والده، وبأنه إحدى الشخصيات الرئيسية الثلاث في الدين البهائي (الباب وبهاءالله وعبد البهاء).
قام عبد البهاء بإرساء قواعد الوحدة والاتحاد بين البهائيين، وحماهم من الإنقسام والإنشقاق، وشجّعهم لتطوير قدراتهم لخدمة الإنسانية. كرّس فترة ولايته لتعزيز وترويج المُثُل العليا للسلام والوحدة والاتحاد بين جموع الناس في كل مكانٍ، وعمل على تشجيع تأسيس المؤسسات البهائية المحلية، فشهد ولايته نمو الدين البهائي من مجتمعاتٍ دينيةٍ صغيرةٍ محدودةٍ في مناطق قليلةٍ في آسيا وأفريقيا إلى مجتمعاتٍ حيويةٍ تسعى لتعزيز المُثُل العليا للوحدة الإنسانية في خمس قاراتٍ محافظًا على وحدتها. وحاول جاهدًا تعزيز تلك المجتمعات البهائية في تلك المناطق بزيارتهم ومراسلتهم، والتقى بالعديد من الشخصيات البارزة في تلك المناطق، وألقى العديد من الخُطب في مجامع ومؤسسات وجامعات علمية ومنابر دينية متعددة.

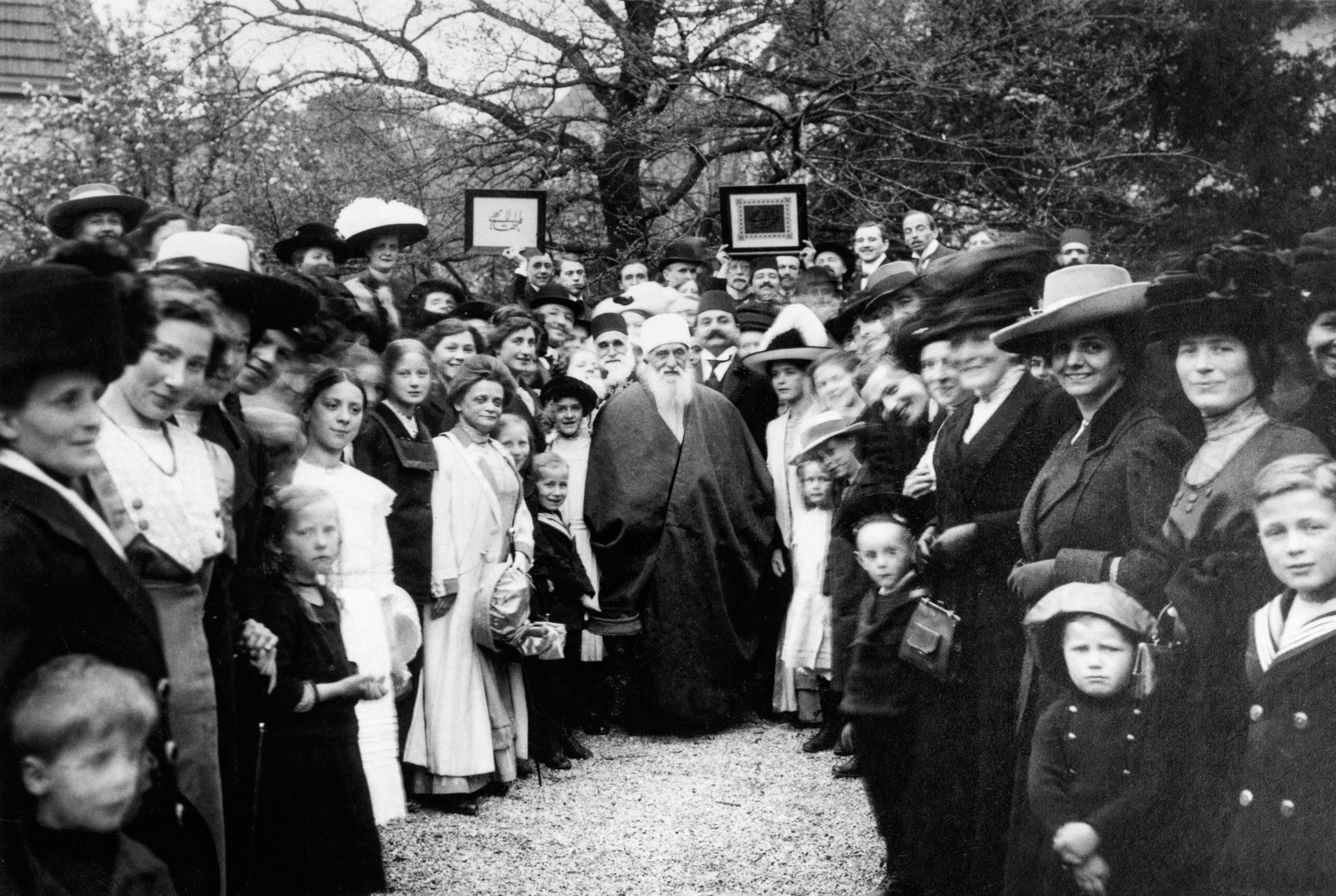
صورة لعبد البهاء في رحلته إلى الغرب - شتوتغارت فيلا واجنبورج 1913-04-06

## أسفاره إلى مصر وأروبا وأمريكا الشمالية
خلال فترة ولايته، استطاع عبد البهاء أن يوسّع نطاق الجامعة البهائية إلى حدٍ كبيرٍ بزياراته لعدة بلدانٍ في أوروبا وأمريكا الشمالية ومصر بين عامي 1911م-1913م.
ظلّ عبد البهاء سجينًا لعدة سنواتٍ في عكا بأمرٍ من السلطان العثماني، ولكن عندما وقعت ثورة تركيا الفتاة عام 1908م أُطلق سراحه ونال حريته. بعد ذلك قام بزيارة عدة دولٍ في الغرب والشرق لتعزيز ونشر رسالة وتعاليم الدين البهائي التي ترّوج للسلام العالمي ووحدة الجنس البشري.
أما في بلاد الغرب فقد قوبل في كل مكانٍ بالتبجيل والاحترام واستضافة العلماء وكبار رجال الدين من كل الطوائف، فبهرتهم مبادئه. تحدث وخطب في مؤسساتٍ ومجامع وجامعاتٍ علميةٍ ومنابر دينيةٍ عديدةٍ في مدن أوروبا والولايات المتحدة وكندا، وتم إجراء مقابلاتٍ عديدةٍ معه من قِبل الصحف والمجلات الرسمية وغيرها في تلك الدول. تحدّث خلال تلك المقابلات الشخصية والمحادثات عن أهم المبادئ البهائية مثل وحدة الله، ووحدة وتآلف الأديان، ووحدة البشرية، والمساواة بين المرأة والرجل، والسلام العالمي، والعدالة الاقتصادية، والحاجة لنبذ التعصبات بأشكالها المختلفة. عزّز أهمية اتحاد الشرق والغرب لأنه في نظره المدخل إلى عالمٍ جديدٍ يسوده العدل والاتحاد والسلام. وأشار لأهل الشرق والغرب أن المحبة هي الضامن الوحيد لتحقيق الاتحاد والنجاح؛ فقال في إحدى خطبه: «حينما ننظر إلى عالم الوجود لا نرى أمرًا أعظم من المحبة. فالمحبة سبب الحياة، والمحبة سبب النجاة، والمحبة سبب الدخول في ملكوت الله، والمحبة سبب الحياة الأبدية». وفي اجتماعاته كان يصرّ على أن تكون مفتوحةً لجميع الأجناس والطبقات والأعراق والأطياف من شريفٍ ووضيعٍ، فأصبحت تلك الزيارات والمحادثات موضوع المئات من المقالات الصحفية.

## رأي المفكرين العرب
كان لعباس أفندي فرص الالتقاء والاتصال بنفرٍ غير قليلٍ من أعلام العصر اللامعين. في الشرق، وخاصةً في العالم العربي بين بيروت وعكاء وحيفا والإسكندرية والقاهرة، امتدت صلاته لتشمل الشيخ الإمام محمد عبده، والأمير شكيب أرسلان، والمؤرخ محمد جميل بيهم، والشيخ يوسف علي، وسليم قبعين، ومحمود عباس العقاد، والشيخ محمد بخيت، ومفتي حيفا الشيخ محمد مراد، والأمير محمد علي ابن الخديوي توفيق، والخديوي إسماعيل، والشاعر وديع البستاني، والكاتب إميل زيدان، وجبران خليل جبران. كما تأثّر بشخصية عباس أفندي بصورةٍ غير مباشرةٍ كلٌ من الكاتب اللبناني أمين الريحاني وزميله ميخائيل نعيمة. وهناك من راسلوه وطلبوا نصحه مثل الكاتب جبران ساسي المهاجر من سوريا إلى مصر.
تم كتابة عدة مقالاتٍ في جرائد ومجلات عربية مختلفة في الشرق الأوسط معبرةً عن رأي بعض المفكرين العرب الذين قابلوا عباس أفندي «عبد البهاء» به، فيما يلي أمثلة من مقتطفاتٍ من بعض ما كتبه هؤلاء الأدباء العرب:
كتب الأمير شكيب أرسلان، الكاتب والأديب المعروف، عن الأستاذ الإمام محمد عبده، وهو فقيهٌ ومصلحٌ اجتماعيٌ من أكابر علماء مصر وسورية والذي أصبح فيما بعد مفتي الديار المصرية، فصلاً تحت عنوان «نبذة ثانية من سيرته في بيروت». تضمن هذا الفصل الوصف التالي لعلاقة ألإمام محمد عبده بعباس أفندي: «لم يكن يطرأ على بيروت أحدٌ من معارفه أو من الأعيان المشهورين إلا وقام بسنّة السلام عليه، وقد يُجلّه ويحتفي به ولو كان مخالفًا له في العقيدة. ولم أجده احتفل بأحدٍ أكثر من احتفاله بعباس أفندي ألبها، وكان يكرّم في عباس أفندي العلم والفضل والنبل والأخلاق العالية، وكان عباس أفندي يقابله بالمثل...». وكان عباس افندي قد اجتمع بالشيخ محمد عبده خلال إحدى زياراته إلى بيروت، والأرجح أنها كانت في سنة 1883م.
وأدلى محمد رشيد رضا، صاحب مجلة المنار الشهيرة، بما قيل في سياق حديثه مع الشيخ محمد عبده عن البهائية قائلا: "ثم سألته عن عباس أفندي، وقلت أسمع إنه بارعٌ في العلم والسياسة وإنه عاقلٌ يرضي كل مجالس. قال: "نعم إن عباس أفندي فوق هذا، انه رجلٌ كبيرٌ، هو الرجل الذي يصحّ إطلاق هذا اللقب (كبير) عليه."
وكتب العالم الأزهري الشهير الشيخ علي المؤيد، صاحب جريدة المؤيد الواسعة الانتشار، بعد مقابلته لعباس أفندي ورجوعه إلى القاهرة بوقتٍ وجيزٍ، مقالًا نُشر في «المؤيد» في يوم الأحد، 16 أكتوبر 1910م وعنوانه «الميرزا عباس أفندي». وقال الشيخ علي المؤيد في مقاله: «وصل إلى الإسكندرية... ميرزا عباس أفندي كبير البهائية في عكا بل مرجعها في العالم أجمع... وهو شيخٌ عالمٌ وقورٌ متضلّعٌ في العلوم الشرعية ومحيطٌ بتاريخ الإسلام وتقلباته ومذاهبه... واتباعه يحترمونه إلى حد العبادة والتقديس... وكل من جلس إليه يرى رجلاً عظيم الاطلاع حلو الحديث جذابًا للنفوس والأرواح يميل بكليته إلى مذهب "وحدة الإنسان" وهو مذهب في السياسة يقابل مذهب "وحدة الوجود" في الاعتقاد الديني، تدور تعاليمه وإرشاداته حول محور ازالة فروق التعصب للدين أو للجنس أو للوطن أو لمرفق من مرافق الحياة الدنيوية».
وكتب [عبد المسيح الانطاكي] صاحب مجلة العمران، المطبوعة في القاهرة، مقالةً طويلةً نُشرت في تلك المجلة بشهر حزيران 1922م، تحت عنوان «عباس افندي عبد البهاء» يصفه فيها قائلًا: «يتدفق البشر والحنان من أساريره، وتلوح الشهامة والنبل على سيماه، بحيث يشعر كل من واجهه بهيبةٍ عظيمةٍ وجلالٍ باهرٍ مع شدة الذكاء وتوقد الخاطر وحدّة الفؤاد – ظاهرة مشرقة من مرآه ومن كلماته وحركاته وقواه العقلية ومزاياه الإدراكية وهبية، عظيم الإخلاص، نقي الضمير، ابتسامته تسحر اللب ويجذب إليه القلوب، يمشي بخطىً واسعةً... وبالاختصار فقد كان قويًا مقتدرًا متأنيًا في عمله، لطيفًا في معشره، لينًا في خطابه، كأنه والدٌ حنونٌ في وسط أولاده. حركاته ومقابلاته وقيامه وجلوسه هي مظاهر القوة والشهامة والحرية والاقتدار، فصيح اللسان عذب البيان مطيل الصمت والتفكير في مواضعه.»
ومما لا شك فيه أن أبلغ ما كُتب في العربية عن عبد البهاء كان بقلم الأمير شكيب أرسلان نفسه، حيث كتب قائلًا: «وكان (عبد البهاء) آيةً من آيات الله بما جمع الله فيه معاني النبالة، ومنازع الأصالة، والمناقب العديدة التي قلّ أن ينال مناله أو يبلغ فيها كماله من كرمٍ عريضٍ، وخلقٍ سجيحٍ، وشغفٍ بالخير، وولوعٍ بإسداء المعروف وإغاثة الملهوف وتعاهد المساكين بالرفد دون مللٍ، وقضاء حاجات القاصدين دون برمٍ، هذا مع علو النفس، وشغوف الطبع، ومضاء الهمة، ونفاذ العزيمة، وسرعة الخاطر، وسداد المنطق، وسعة العلم، ووفور الحكمة، وبلاغة وفصاحة العبارة...استولى من المعقول على الأمد الأقصى، وأصبح في الإلهيات المثل الأعلى، وبلغ من قوة الحجة وأصالة الرأي وبُعد النظر الغاية التي تفنى دونها المنى، حتى لو قال الإنسان إنه كان أعجوبة عصره ونادرة دهره، لما كان مُبالغًا، ولو حكم أنه كان من الأفذاذ الذين قلما يلدهم الدهر إلا في الحقب الطوال، لكان قوله سائغًا... وكان عباس أفندي... ذا وقارٍ في رسوخ الجبال، ومهابةٍ يقف عندها الرئبال، وحشمةٍ لا تُرى إلا في الملوك أو في صناديد الرجال، ومع هذا كله كانت مجالس حكمته مطرزةً باللطائف، ومحاضر جدّه مهلهلةً بالرقائق، وكانت رسائله على كثرتها تتلى وتؤثر، وتحفظ حفظ النفائس في الخزائن وتدخر... وكانت له مع العاجز مراسلاتٌ متصلةٌ باتصال حبل المودة، وعمران جانب الصداقة، ومرارًا قصدت عكا ولا غرض لي فيها سوى الاستمتاع بأدبه الغض والاغتراف من علمه الجم».

## عبد البهاء في نظر أعلام عصره من أهل الغرب
من ضمن أعلام عصره في الغرب والذين أثنوا عبد البهاء في كتاباتهم ورسائلهم الدكتور أوغست هنري فورل وهو من أبرز علماء النصف الأول من القرن العشرين، والدكتور الأستاذ توماس كلي شين صاحب كرسي الأستاذية في تفسير آيات الكتاب المقدس وأبرز العاملين في حقل الدراسات اللاهوتية، والدكتور ديفيد ستار جوردن رئيس جامعة ستانفورد، وليو تولستوي من أهم الروائيين وكاتب القصة في العالم، والمستشرق المعروف إدوارد غرانفيل براون، والذي وصف عبد البهاء في مقدمة ترجمته لكتاب "مقالة سائح" قائلًا: "قلّما شاهدتُ أحدًا كان لمظهره وقعٌ مؤثرٌ في نفسي أكثر من هذا الإنسان. كان رجلًا قوي البنيان، منتصب القامة كالسهم، يعتمر عمامةً بيضاء، ويلبس هندامًا أبيض، وتتدلى خصلات شعره الأسود لتصل تقريبًا إلى منكبيه، وكانت له جبهةً عريضةً تنضح بالقوة وتدل على عقلٍ راجحٍ، تقترن على إرادةٍ قويةٍ، وكان أيضًا صاقر البصر، وله ملامح متميزة بارزة دقيقة تبعث على الرضا والارتياح. لقد كان هذا أول أثرٍ تركه في نفسي لقائي عباس أفندي أو "آغا" بالفارسية … وأظن أنه من النادر أن تجد بين مواطنيه من أبناء ذلك الشعب المتّسم بالبلاغة وسرعة الخاطر ودقة التفكير، من يفوقه في الفصاحة والبيان، أو يمتاز عليه في سرعة المقارعة بالحجة، أو من كان أكثر قدرةً على الاستشهاد بالأمثلة والدلائل، أو أكثر إحاطة بالكتب المقدسة لليهود والمسيحيين والمسلمين. فهذه المزايا علاوةً على ما يتمتع به من جلال الهيبة واللطف والبشاشة، أزالت دهشتي لما لمسته من النفوذ والاحترام اللذين يحظى بهما حتى خارج نطاق ذلك الرهط من أتباع والده. ولا يمكن لأحدٍ من الناس حظي بمشاهدته أن يخالجه شكٌ في عظمة هذا الرجل وقوة نفوذه".

## وفاة عبد البهاء
توفى عبد البهاء عباس الساعة الواحدة والنصف بعد منتصف ليلة الأثنين الموافق 28 تشرين الثاني (نوفمبر) سنة 1921م في مدينة حيفا في فلسطين. ودفن على سفح جبل الكرمل في إحدى غرف مقام الباب. وتم إذاعة الخبر في المدينة، وأرسلت البرقيات إلى جميع أنحاء العالم، وجرى تشييع جثمانه في موكبٍ عظيمٍ حيث حضر جمعٌ غفيرٌ من المعزين من أديان وطوائف مختلفة ومن كبار المسؤولين ورؤساء الأديان، وألقوا الخطب واسترسلوا في مراثيهم لعبد البهاء.
يصف الأستاذ سليم قبعين، الكاتب والمترجم الفلسطيني، في كتابه عبد البهاء والبهائيّة الذي نشرته مطبعة العمران في مصر عام 1922م الأحداث التي واكبت وفاة عبد البهاء في فصلين بعنوان انتقال عبد البهاء عباس ويوم الأربعين لانتقال عبد البهاء عباس. ويقدم الأستاذ قبعين وصفًا مفصلًا للجنازة التي أقيمت له الساعة التاسعة من صباح يوم الثلاثاء الموافق 29 تشرين الثاني سنة 1921م. ويتضمن كتابه المراسيم والخطب والقصائد التي ألقيت من قبل أعيان القوم خلال الجنازة ويوم الأربعين لوفاة عبد البهاء والتي تشيد بصفات الفقيد ومحامده. ويؤكد قبعين ذلك حيث يقول بأنه «انبرى في مجال التأبين من فطاحل الأدب، وفحول البلاغة ومالكي أعنة النظم والنثر وأعلام الفصاحة والبيان، الخطباء الذين لم يذروا قولاً من بعدهم لقائل، وإن كانت صفات الفقيد ينتهي دون وصفها وتقديرها أروع ما تنجب البلاغة وأعزّ ما تلد الفصاحة».
إن الوصف المفصّل المدرج من قبل الأستاذ قبعين الذي كان شاهد عيانٍ لأحداث الجنازة ويوم الأربعين يختلف عما تدّعيه بعض الكتب والمصادر المعارضة للبهائية بأنه لم يمش في جنازة عبد البهاء سوى اليهود. فقبعين يؤكد أنه بالإضافة إلى مشاركة عائلة وأتباع الفقيد، شارك في تشيع الجثمان «جماهير من علية القوم والوجوه والأعيان على اختلاف النحل والمذاهب والملل»، والمندوبين الرسمين، وقناصل الدول، والرؤساء الروحيون للطوائف الإسلامية والمسيحية واليهودية، وجمعٌ من رجال الشرطة والكشافة الإسلامية والمسيحية، ومشايخ الطرق الإسلامية، و«جمهورٌ لا يحصى له عدد».
ويصف الأستاذ قبعين مشاعر الحشد الذي واكب الجنازة قائلًا: «إذ كنت لا ترى ساعتئذ سوى وجوهً شاحبةً اضطربت من دونها لفرط أسى المشاعر. فتنوعت ألوانها وجفّ ماء نضارتها».

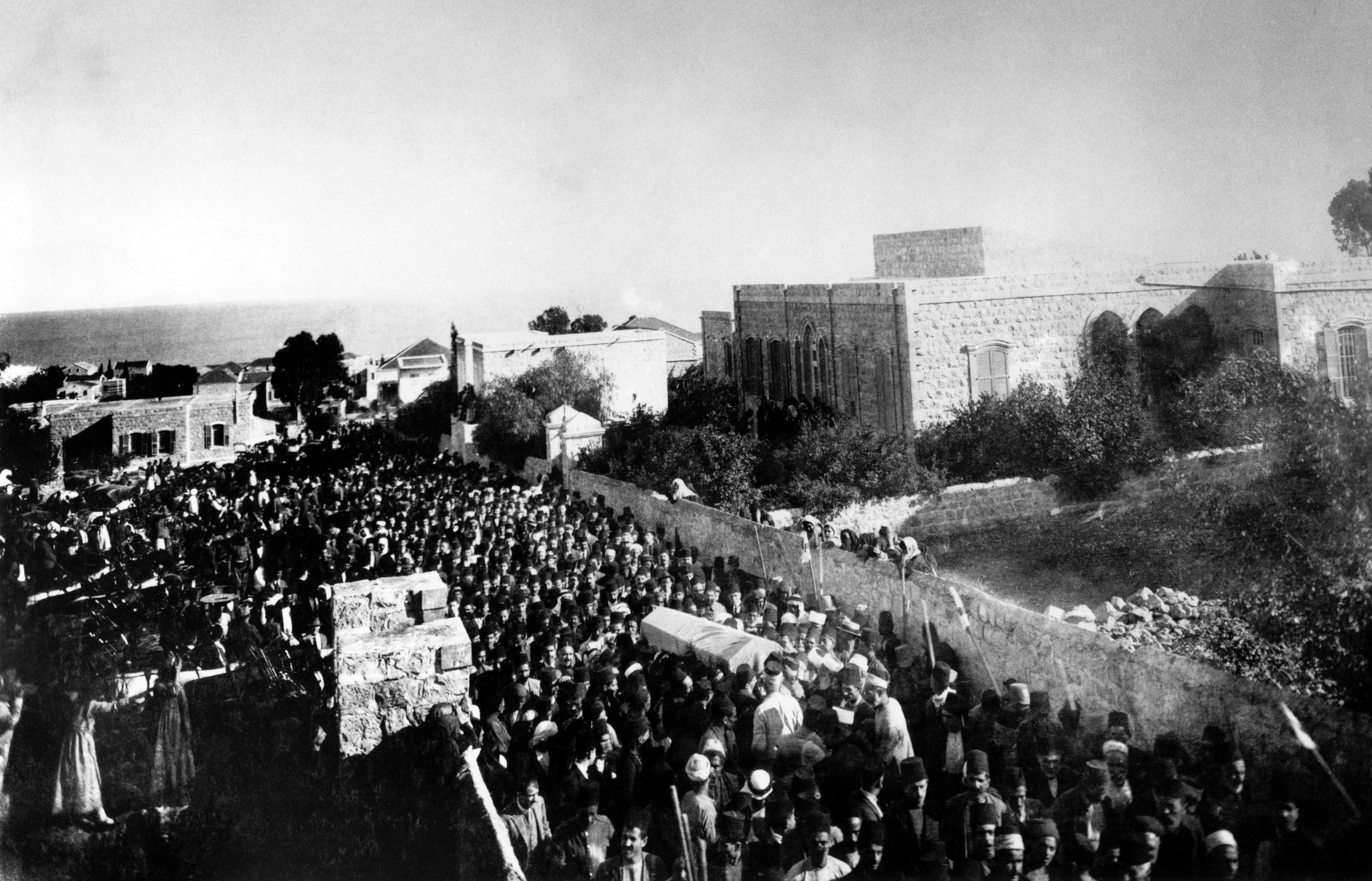
تشييع جثمان عبد البهاء. (أضغط هنا للصورة المكبرة)

بالإضافة لوصف الجنازة عبّر قبعين في كتابه عن رأيه الخاص بعبد البهاء قائلًا: "أن نفس عبد البهاء عباس أفندي قدّر لها قديمًا أن تُشيّع إلى عليين، محمولةً على الأرواح محوطةً بالأفئدة لمكان صاحبها من قلوب جميع البشر في كلتا القارتين القديمة والحديثة." وأضاف واصفًا أخلاق عبد البهاء بقوله: "وا أسفاه، قد ترك الفضيلة الحقّة بعده تندب حظها وإن كان لم يضنّ عليها في حياته بأن جعل لها عمادًا لا يُبلى، وأنشأ لها بعمله وجهاده وإخلاصه مملكةً رفيعة الجانب..."
ولقد ذكر جميل البحري، صاحب المكتبة الوطنية ومجلة زهرة الجميل في كتابه "عبد البهاء عباس والديانة البهائية" الذي نشر في حيفا بتاريخ 30 تشرين الثاني 1921م، قبل تاريخ نشر كتاب قبعين، تفاصيلًا تطابق ما أدلى به سليم قبعين في كتاباته عن وفاة عبد البهاء وجنازته بالإضافة إلى نبذة عن تاريخ البهائية وملخص تعاليمها.

## الآثار الكتابية لعبد البهاء
إن آثار عبد البهاء معظمها على هيئة رسائل وخطب وأجوبة على أسالة أفرادٍ في الشرق والغرب. وتم تدوين أكثر أحاديثه وخطبه وطبع منها الكثير. كان عبد البهاء يكتب ويتحدث بثلاث لغاتٍ هي العربية والفارسية والتركية، وبدأ في الكتابة والخطابة وهو في سنٍ مبكرةٍ، واستمر بكتابة الرسائل والخطب والألواح حتى آخر يومٍ في حياته التي بلغ فيها السابعة والسبعين. واتسمت وتميزت كتاباته بسلاسة اللفظ وقوة المبنى، وبلاغة المعنى، بحيث وصفه بعض أدباء اللغة العربية في عصره بأنه «فصيح اللهجة» وبأنه «قلّ أن ينال أحدٌ منها مناله أو يبلغ كماله».
يؤمن البهائيون بأن بهاءالله عيّن عبد البهاء مبيناً ومفسراً لآثاره الكتابية. ويمكن تقسيم أعمال عبد البهاء الكتابية إلى فئتين: الفئة الأولى من النصوص التي كتبها والفئة الثانية من محاضراته وخطاباته وأحاديثه التي تم تسجيلها. فيما يلي بعض من كتاباته:
ألواح الوصايا:
من أهم آثار عبد البهاء الكتابية وصيته التي كتبها بخط يده «ألواح وصايا عبد البهاء» التي عيّن فيها حفيده الأكبر شوقي أفندي ولياً لشؤون الدين البهائي من بعده ومبينًا ومفسرًا للآثار والكتابات البهائية. ويقدم عبد البهاء في ألواح الوصايا أيضًا شرحًا للنظام الإداري الذي أشار إليه بهاءالله.
خُطب عبد البهاء:
إن مجموعة خطب عبد البهاء متنوعةٌ وتتضمن مجموعةً من خطبه ومراسلاته الخاصة للعديد من الأفراد والمؤسسات. فألقى عبد البهاء عددًا من الخطب في المساجد والمعابد والكنائس، ألقى أيضًا العديد من المحاضرات في الجامعات العلمية والهيئات الفكرية والمجتمعات الدولية في الشرق والغرب.

النسخة الفارسية لكتاب "من مفاوضات عبد البهاء"

مفاوضات عبد البهاء (مفاوضات عبد البهاء، محادثاتٌ على المائدة):
تم جمع محادثات عبد البهاء في كتابٍ وهي تمثل في مجموعها أحاديث على المائدة أجاب فيها عبد البهاء عن أسألةٍ وجهتها إليه سيدةٌ أمريكيةٌ تدعى السيدة لورا كليفورد بارني، حيث تطرّق فيها عبد البهاء إلى مواضيع شتى منها توضيحات عن المبادئ البهائية، وتفاسير لآيات من الإنجيل والتوراة، ومنها آراء في مسائل علمية وفلسفية ودينية عامة.
الرسائل والبيانات الموجهة إلى الهيئات والمجتمعات الدولية:
وجّه عبد البهاء رسالةً حول موضوع السلام العالمي إلى مؤتمر لاهاي للسلام المنعقد عام 1919م تحت رعاية المنظمة المركزية لإقامة سلامٍ دائمٍ.
الرسائل الموجهة إلى أفراد حول موضوعاتٍ علمية وفلسفية أو دينية:
من أشهر هذه الرسائل هو اللوح الذي وجهه عبد البهاء في سبتمبر 1921م إلى العالم السويسري البروفسور أوغست فورال ردًا على أسألةٍ عديدةٍ وجهها إليه. شرح عبد البهاء في تلك الرسالة مسائل عديدةٍ كالألوهية وموقف الطبيعيين منها وطبيعة الإنسان الروحية.

## الصفات الشخصية لعبد البهاء
يعتبر البهائيون بأن عبد البهاء هو المثل الأعلى لتعاليم الدين البهائي وتعتبر قصص حياته أمثلةً شاهدةً لتلك التعاليم. وصفه العديد من الشخصيات الغير بهائية في الشرق والغرب بأسمى الأوصاف مثل "العالم العلامة" و"الشيخ الورع العظيم" و"معدن الفضل والكمال"، وكان يمتاز بـ "سرعة الخاطر وسداد المنطق وسعة العلم ووفور الحكمة". وفي القاهرة وصفه بعض الصحفيين في مجلة العمران القاهرية بأنه كان "فصيح اللسان عذب البيان". أما أهل الغرب فوصفوه بـ “سفير السلام". وعبروا عن اندهاشهم بموضوعية تفكيره وإحاطته بالعلوم والفنون العصرية والاتجاهات الفكرية الغربية والشرقية، رغم أنه لم يدخل المدارس أو الجامعات. وكتب عنه الأستاذ إدوارد غرانفيل بروان، وهو باحثٌ في الآداب الشرقية واصفًا لشخصية عبد البهاء بأنه يمتاز "بالقوة والعظمة ورجاحة العقل وبالبلاغة والبيان وسرعة الخاطر وبالهيبة واللطف والبشاشة". ووصفه الدكتور توماس كلي تشين بـ "سفير الإنسانية"، فكانت حياته مثالاً للعبودية والبساطة وخدمة البشرية.

## روابط خارجية
- عبد البهاء على موقع الموسوعة البريطانية (الإنجليزية)
- عبد البهاء على موقع إن إن دي بي (الإنجليزية)